# Друга комісія фон дер Ляєн
Друга комісія Урсули фон дер Ляєн — європейська комісія під головуванням Урсули фон дер Ляєн, переобраної на цю посаду 18 липня 2024 р.
Сформована на підставі результатів європейських виборів 6—9 червня 2024 року. Матиме тільки два рівні керівництва: виконавчі віцепрезиденти та комісари.
Очікувалося, що ця Єврокомісія приступить до виконання обов'язків до кінця року, а отже одним із її перших завдань буде розгляд результатів президентських виборів у США в листопаді 2024 року.
Формально комісія розпочала роботу 1 грудня 2024 року і працюватиме в такому складі до 31 жовтня 2029 року

## Формування
17 вересня 2024 року на пресконференції Урсула фон дер Ляєн оголосила новий склад Колегії комісарів та їхні посади. Їхні кандидатури ще має затвердити Європарламент.
28 листопада 2024 року Європейська рада своєю постановою затвердила склад нової Європейської Комісії, надавши їй повноваження з 1 грудня 2024 року.
Частка жінок у запропонованій комісії становить 40,7% проти 44,4% у 2019 році. Середній вік нових кандидатів у комісії становить 52 роки, порівняно з 56 у 2019 році.
Що стосується структури, то налічується шість виконавчих віце-президентів проти 7 у Єврокомісії з 2019 року. Запропонована колегія включає п'ять перепризначених членів: троє з них обрано вдруге (Шуїця, Варгеї, Гукстра), тоді як для Домбровскіса це вже третій строк у складі Єврокомісії, а для Шефчовича — четвертий. Перерозподіл портфелів відображає оголошені пріоритети, де приділяється значна увага конкурентоспроможності, промисловій політиці та обороні.

## Склад
Складається з комісарів, обраних на 5-річний строк по одному від кожної країни-члена Європейського Союзу, включаючи призначену президентку, висунуту від Німеччини.
Голова Єврокомісії Урсула фон дер Ляєн дбає за збереження гендерного балансу: у її новій команді з 27 комісарів 16 представляють  чоловіки і 11 — жінки, водночас задля вирівнювання балансу 6 посад виконавчих віце-президентів обіймають 4 жінки і 2 чоловіки. Також заради рівноваги по 3 виконавчі віце-президенти обрано як зі Сходу, так і з Заходу. Одну посаду віце-президента одержала праворадикальна партія Європейські консерватори та реформісти, яка не входить до коаліції більшості, утвореної з Народної партії, соціалістів та «Оновити Європу».
| Відсоток кандидатів на комісара за статтю | Відсоток кандидатів на комісара за статтю | Відсоток кандидатів на комісара за статтю | Відсоток кандидатів на комісара за статтю | Відсоток кандидатів на комісара за статтю |
| ----------------------------------------- | ----------------------------------------- | ----------------------------------------- | ----------------------------------------- | ----------------------------------------- |
|                                           |                                           |                                           |                                           |                                           |
| Чоловіки                                  | Чоловіки                                  |                                           | 59.3% (16)                                | 59.3% (16)                                |
| Жінки                                     | Жінки                                     |                                           | 40.7% (11)                                | 40.7% (11)                                |

| Відсоток кандидатів на комісара за європейськими партіями | Відсоток кандидатів на комісара за європейськими партіями | Відсоток кандидатів на комісара за європейськими партіями | Відсоток кандидатів на комісара за європейськими партіями | Відсоток кандидатів на комісара за європейськими партіями |
| --------------------------------------------------------- | --------------------------------------------------------- | --------------------------------------------------------- | --------------------------------------------------------- | --------------------------------------------------------- |
|                                                           |                                                           |                                                           |                                                           |                                                           |
| ЄНП                                                       | ЄНП                                                       |                                                           | 48.1% (13)                                                | 48.1% (13)                                                |
| ПЄС                                                       | ПЄС                                                       |                                                           | 18.5% (5)                                                 | 18.5% (5)                                                 |
| Незал.                                                    | Незал.                                                    |                                                           | 18.5% (5)                                                 | 18.5% (5)                                                 |
| ALDE                                                      | ALDE                                                      |                                                           | 11.1% (3)                                                 | 11.1% (3)                                                 |
| АКРЄ                                                      | АКРЄ                                                      |                                                           | 3.7% (1)                                                  | 3.7% (1)                                                  |

| LIBE |

| DEVE |

| DEVE |  | FEMM |

| LIBE |  | ENVI |

| EMPL |  | SANT |

| ITRE |

| CULT |

| AFET |

| EMPL |  | LIBE |  | DROI |

| PECH |

| ENVI |

| DEVE |

| AFET |  | FEMM |

| INTA |  | LIBE |

| ITRE |  | EMPL |

| ENVI |  | REGI |

| IMCO |  | ECON |

| AFET |

| DEVE |  | INTA |  | FEMM |

| DROI |  | SEDE |

| ITRE |  | IMCO |

| LIBE |  | JURI |

| SEDE |  | CULT |

| ITRE |  | IMCO |

| ENVI |  | ECON |

| INTA |  | EMPL |

| BUDG |  | JURI |

| TRAN |

| ENVI |

| ENVI |  | AGRI |

| ITRE |  | SANT |

| LIBE |  | IMCO |  | JURI |

| AFCO |  | CULT |  | BUDG |

| CONT |  | FEMM |

| REGI |

| TRAN |  | BUDG |  | PECH |

| EMPL |  | ECON |

| ECON |  | JURI |

| BUDG |  | AFCO |  | EMPL |

| IMCO |  | FISC |

| AFET |  | ITRE |

| TRAN |  | SEDE |

| AGRI |

| PECH |  | ENVI |

| CULT |

| EMPL |  | LIBE |  | JURI |

| ENVI |  | ITRE |  | ECON |

| TRAN |  | EMPL |  | FISC |

| BUDG |  | CONT |

| LIBE |  | JURI |

| ECON |

| IMCO |  | LIBE |

| EMPL |  | CULT |

| FEMM |  | LIBE |

| INTA |  | AFCO |

| AFET |  | IMCO |  | PETI |

| DEVE |  | JURI |

| AFET |

| LIBE |  | AFCO |  | DROI |

| ENVI |  | ECON |  | ITRE |

| IMCO |  | EMPL |  | TRAN |

| REGI |  | AGRI |

| ENVI |

| IMCO |  | ITRE |  | AGRI |

## Виноски
1. 1 2 3  Аджа Лябіб (Бельгія), Валдіс Домбровскіс (Латвія) і Марош Шефчович (Словаччина) отримали по два портфелі. Щодо другого портфеля (Рівність, Реалізація та спрощення, Міжінституційні відносини та прогнозування), кожен із них буде підзвітним безпосередньо президенту Комісії.
2. ↑  Відповідає за відносини з середземноморськими сусідами на Близькому Сході та у Північній Африці.
3. ↑  Старости та незалежні входить до фракції ЄНП, але не належить до жодної європейської партії.
4. ↑  Відродження входить до фракції Оновити Європу, але не належить до жодної європейської партії.
5. ↑  Має відношення до Фідес, який є членом фракції Патріоти за Європу.[11]
6. ↑  Має відношення до РС, що має членство у фракції Оновити Європу.